# Heinz Hausmann (Politiker)
Heinz Hausmann (* 11. Juni 1941 in Kronach) ist ein bayerischer Politiker (CSU) und ehemaliger Abgeordneter des Bayerischen Landtags.

## Ausbildung und Beruf
Heinz Hausmann machte nach dem Abitur eine Lehre als Industriekaufmann und besuchte 1968 das Katholische Sozialinstitut, 1967 bis 1990 war er Leiter des Katholischen Volksbüros in Kronach und Referent in der Erwachsenenbildung.
1968 bis 1995 war er Vorstandsmitglied AOK Coburg, 1995 Direktionsbeirat der AOK Coburg und 1986 stellvertretender Vorstandsmitglied der LVA Ober- und Mittelfranken.
Heinz Hausmann ist römisch-katholisch, verheiratet und hat zwei Kinder.

## Politik
Heinz Hausmann trat 1965 der CSU bei. Er war 1970 bis 1979 JU-Kreisvorsitzender. Seit 1971 war er Vorsitzender CSU-Ortsverband Kronach seit 1977 CSU-Stadtverbandsvorsitzender Kronach und seit 1979 stellvertretender CSU-Kreisvorsitzender. Auch in der Christlich-Demokratischen Arbeitnehmerschaft ist Hausmann aktiv und war dort 1987 CSA-Bezirksvorsitzender Oberfranken und Mitglied CSA-Landesvorstand.
Kommunalpolitisch war Heinz Hausmann ab 1972 als Stadt- und Kreisrat tätig. 1982 bis 1990 war er Mitglied des Bezirkstags Oberfranken. In den Jahren 1984 bis 1990 und 2002 bis 2008 war er zweiter Bürgermeister der Stadt Kronach.
1990 bis 2003 war Heinz Hausmann Mitglied des Landtags. Er war dort 3 Wahlperioden lang Mitglied des Ausschusses für Sozial-, Gesundheits- und Familienpolitik. 1990 bis 1994 war er zusätzlich Mitglied des Ausschusses für innerdeutsche Entwicklung und Grenzlandfragen und 1998 bis 2003 war er darüber hinaus Mitglied des Ältestenrates. Am 1. Mai 2008 rückte Heinz Hausmann für Karl Döhler in den Landtag nach und wurde dort Mitglied des Ausschusses für Bundes- und Europaangelegenheiten. Zur Landtagswahl im September 2008 stand er nicht mehr zur Wahl.

## Sonstige Ämter
Heinz Hausmann ist Aufsichtsrat einer Vielzahl von Gesellschaften, so der Kronacher Wohnungsbau GmbH (Vorsitzender, 1996), der Joseph-Stiftung Bamberg (1996/2004), der Landesgartenschau 2002 Kronach (1996) und der Frankenwaldklinik Kronach (2003/2006).
Zwischen 1960 und 1972 leistete er kirchliche Jugendarbeit und war Diözesanrat. 1994 bis 1998 war er Mitglied des Zentralkomitee der deutschen Katholiken und 1998 bis 2006 des Landeskomitees der Katholiken in Bayern.
Heinz Hausmann ist Vorstand in vielen Vereinen. So war er 1974 bis 2001 DAG-Ortsvorsitzender, 1992 VdK-Ortsvorsitzender, 1999 VdK-Kreisvorsitzender und ab 1990 ACA-Bezirksvorsitzender Ober- und Mittelfranken.

## Ehrungen
Für seine Verdienste erhielt Heinz Hausmann eine Vielzahl von Auszeichnungen, darunter das Bundesverdienstkreuz am Bande und (2014) den Bayerischen Verdienstorden. Weiterhin ist er Inhaber der Verdienstmedaille des Bezirks Oberfranken, Kommunale Verdienstmedaille in Bronze und Silber, Verdienstmedaille in Silber der Stadt Kronach, Verdienstmedaille in Gold für besondere Verdienste des Landkreises Kronach, Große Verdienstmedaille in Gold für hervorragende Verdienste des Landkreises Kronach.